# Muhammad Khan Junejo
Mohammad Khan Junejo (18 de Agosto de 1932 – 18 de Março de 1993), foi um agricultor e político paquistanês que serviu como primeiro-ministro do Paquistão entre 1985 e 1988. Ao longo da sua carreira política, foi também ministro do interior, dos caminhos de ferro, da defesa, da saúde, comunicações e trabalho e ainda presidente da Liga Muçulmana do Paquistão.

## Vida
Junejo, um poderoso proprietário de terras e foi introduzido na indústria agrícola, foi educado em Karachi, tendo frequentado o St. Patrick's College, e foi treinado como agricultor no Agricultural Institute perto de Hastings, no Reino Unido. Ele ganhou notoriedade quando ingressou na administração de Ayub e, posteriormente, ocupou o portfólio do gabinete de ferrovias, saúde, comunicações e trabalho de 1963 a 1969.
Depois de participar das eleições realizadas em 1985, foi escolhido para formar o governo na plataforma da Liga Muçulmana do Paquistão, da qual assumiu a presidência do partido. Seu governo se destacou pelo apoio ao conservadorismo, medidas de austeridade que acabam por reduzir os déficits orçamentários do governo e revogou as leis de emergência para permitir a liberdade de imprensa e mídia no país. Apesar da forte resistência e feroz oposição do presidente Zia-ul-Haq, Junejo autorizou seu ministro das Relações Exteriores Yakob Khan para assinar e ratificar os Acordos de Genebra em 1988. Suas relações com o presidente Zia-ul-Haq também azedaram quando ele abriu o inquérito parlamentar sobre o desastre do Campo de Ojhri, também em 1988.

Em 29 de maio de 1988, o primeiro-ministro Junejo foi demitido pelo presidente Zia, que acusou incompetência e estagflação econômica e imediatamente convocou novas eleições gerais. Após as eleições gerais realizadas em 1988, ele liderou sua própria facção enquanto era a presidência do partido cerimonial.